# Кведа Цева
Кведа Цева (груз. ქვედა წევა) — село в Грузії.
За даними перепису населення 2014 року в селі проживає 178 особи.